# Irina Mileszyna
Irina Nikołajewna Mileszyna (ros. Ирина Николаевна Милешина; ur. 20 lipca 1970 w Łopatinie) – rosyjska biathlonistka reprezentująca też ZSRR. W Pucharze Świata zadebiutowała 13 stycznia 1994 roku w Ruhpolding, zajmując 15. miejsce w biegu indywidualnym. W indywidualnych zawodach tego cyklu jeden raz stanęła na podium: 10 grudnia 1994 roku w Bad Gastein była trzecia w sprincie. Wyprzedziły ją tam reprezentantka Norweżki: Hildegunn Fossen i Elin Kristiansen. W klasyfikacji generalnej sezonu 1994/1995 zajęła ostatecznie 27. miejsce. W 1995 roku wystąpiła na mistrzostwach świata w Anterselvie, gdzie zajęła 33. miejsce w biegu indywidualnym i dziesiąte w biegu drużynowym. Na rozgrywanych rok później mistrzostwach świata w Ruhpolding zajęła odpowiednio 38. i 10. miejsce. W 1989 roku wywalczyła brązowy medal w sprincie podczas MŚJ w Voss. Nigdy nie wystartowała na igrzyskach olimpijskich.

## Osiągnięcia

### Mistrzostwa świata
| Rok  | Miejscowość | Konkurencje | Konkurencje | Konkurencje | Konkurencje | Konkurencje | Konkurencje | Konkurencje |
| Rok  | Miejscowość | IN          | SP          | PU          | MS          | RL          | MR          | SR          |
| ---- | ----------- | ----------- | ----------- | ----------- | ----------- | ----------- | ----------- | ----------- |
| 1995 | Anterselva  | 33.         | –           | nd.         | nd.         | –           | nd.         | –           |
| 1996 | Ruhpolding  | 38.         | –           | nd.         | nd.         | –           | nd.         | –           |

### Puchar Świata

#### Miejsca w klasyfikacji generalnej
| Sezon     | Miejsce |
| --------- | ------- |
| 1993/1994 | 60.     |
| 1994/1995 | 27.     |
| 1995/1996 | 65.     |
| 1996/1997 | 53.     |

#### Miejsca na podium chronologicznie
| Lp. | Dzień      | Rok  | Miejscowość | Konkurencja      | Lokata | Pudła | Czas biegu | Strata | Zwycięzca              |
| --- | ---------- | ---- | ----------- | ---------------- | ------ | ----- | ---------- | ------ | ---------------------- |
| 1.  | 10 grudnia | 1994 | Bad Gastein | Sprint na 7,5 km | 3.     | 0+0   | 30:55,6    | +10,0  | Hildegunn Mikkelsplass |